# 椰樹集団
椰樹集団有限公司（Coconut Palm Group Company Limited）は、中華人民共和国海南省海口市に本社を置く飲料メーカーである。

## 概要
1956年に設立された飲料メーカーであり、海南島の名産品であるココナッツを使用した椰樹牌椰子汁（ココナッツジュース）を製造していることで知られている。

## 主な商品
- 椰樹牌椰子汁（ココナッツジュース）
- 椰樹牌菠蘿果汁（パイナップルジュース）
- 椰樹牌杏仁露（アーモンドシロップ）
- 椰樹牌芒果汁（マンゴージュース）
- 冰紅茶（アイスティー）
- 蜂蜜菊花茶
- 烏龍茶
- 天然椰樹醤（ココナッツジャム）[5]